# Sclerolinon
Sclerolinon é um género botânico pertencente à família Linaceae.
1. ↑  «Sclerolinon — World Flora Online». www.worldfloraonline.org. Consultado em 19 de agosto de 2020